# متی‌دیل (نیویورک)
متی‌دیل (به انگلیسی: Mattydale) یک منطقهٔ مسکونی در ایالات متحده آمریکا است که در شهرستان اونانداگا، نیویورک واقع شده‌است. متی‌دیل ۵٫۰ کیلومتر مربع مساحت و ۶٬۴۴۶ نفر جمعیت دارد و ۱۲۳ متر بالاتر از سطح دریا واقع شده‌است.